# Закаспийский гепард
Закаспийский гепард (лат. Acinonyx jubatus raddei) — подвид гепарда, обитавший в Средней Азии.

## Описание
Закаспийский гепард — один из подвидов гепарда, в отличие от азиатского родственника, обитавший в Устюрте, Казахстан, Узбекистане и Туркмении. Окраска основного фона очень светлая, пятна чисто чёрные, пятнистый узор доходит до лап. Зимний мех относительно длинный, густой и мягкий. Грива зимой высокая и густая, в летнем мехе иногда не развита. Конец хвоста из смеси черного и белого, но с преобладанием черного. Обитал в пустынях Средней Азии и южного Казахстана от Каспийского побережья и Мангышлака до Сырдарьи и Каратау. Вне СССР встречался в северных частях Афганистана.

## Питание
Основная добыча закаспийского гепарда в пределах бывшего СССР — джейраны. Кроме джейранов, гепард ловил зайцев-песчаников, а при отсутствии крупной добычи — песчанок, рябков, жаворонков и других мелких животных, но, кроме зайцев, это случайные корма. На Устюрте и Мангышлаке гепард охотился и на сайгаков, которые были там весьма обычны, в то время как джейраны стали очень редкими из-за преследования охотниками. Иногда этот хищник нападал и на крупных копытных, таких как устюртский баран и кулан. Нападал на дикобразов (в его экскрементах находили иглы).

## Охранный статус
До 1960-х годов изредка встречался на территории юга Туркмении (Бадхызский заповедник). С уменьшением численности джейранов, своей основной добычи, исчез в Туркмении к концу 1960-х годов, в конце 1960-х годов редкие сведения о нём поступали только с Устюрта и Мангышлака (Казахстан). На него охотились браконьеры, стреляя ночью с автомашин из-под фар, что стало основной причиной исчезновения этого подвида. С 1947 по 1964 годы на территории Казахстана (Устюрт и Мангышлак) добыты 16 зверей. За последние 25-30 лет достоверных сведений о встречах этого подвида нет (данные 1996 года). Охранный статус закаспийского гепарда — «Возможно, исчезнувший» в Красной Книге РК (1996 год). На территории Казахстана встречи гепарда не отмечены более 45 лет, хотя непроверенные сведения поступали в 1976 году, и даже в 1980-90-х годах («Красная книга Казахстана» 2010 года). По данным Красной книги МСОП (2021 год), на территории Казахстана и Средней Азии гепарды полностью вымерли. Последний раз особи этого подвида были встречены в 1970-х годах.